# 浸水营木姜子
浸水营木姜子（学名：Litsea sasakii）为樟科木姜子属下的一个种。